# 벌코 체르벤코프
벌코 벨료프 체르벤코프(불가리아어: Вълко Вельов Червенков, 1900년 9월 6일 ~ 1980년 10월 21일)는 불가리아의 공산주의 정치인이었다. 체르벤코프는 1949년부터 1954년까지 불가리아 공산당 지도자를, 1950년부터 1956년까지 불가리아 총리를 지냈다. 체르벤코프 통치기에는 스탈린 모델의 공고화, 급속한 산업화, 집단화, 정적들을 향한 대규모 박해가 벌어졌다.

## 생애

### 어린 시절과 소련에서 쌓은 경력
체르벤코프는 불가리아 즐라티차에서 태어났다.1919년, 공산당원이 되어 공산주의 청년단 활동과 신문 편집에 참여했다. 그는 실패로 돌아간 1923년 불가리아 9월 봉기에 가담해 사형 선고를 받았지만 소련으로 이민을 갈 수 있었다.
1925년, 체르벤코프는 소련으로 도피했다. 모스크바에서 국제레닌학교에 다녔으며, 나중에는 학교장이 되었다. 체르벤코프는 이오시프 스탈린의 통치 스타일을 지지했으며, 박식한 마르크스-레닌주의 지식과 수준급 입담으로 유명했다. 소련의 내무인민위원회에서 "스파르타크"라는 별명으로 활동했으며, 1941년, 불가리아에 반나치와 친공산주의 메시지를 보내는 라디오 방송국의 국장이 되었다.

### 불가리아에서
1944년, 체르벤코프는 자신의 처남 게오르기 디미트로프의 과업을 도우려고 불가리아로 돌아왔다. 체르벤코프는 1945년, 제2차 세계 대전이 끝난 직후 공산주의자들이 통제하는 불가리아 인민공화국 정부의 일원이 되었다. 1947년 문화부 장관에 올랐으며, 1949년 부총리가 되었다. 부총리가 된 직후, 불가리아 지도자 게오르기 디미트로프가 사망했는데, 이 때 불가리아는 임시로 집단적 리더십 모델을 채택했다. 체르벤코프는 디미트로프의 뒤를 이어 당 총서기가 되었고, 바실 콜라로프는 디미트로프의 뒤를 이어 총리직을 수행하였다. 이 상황은 1950년, 콜라로프가 1년 만에 사망할 때까지 지속되었다. 1950년,  체르벤코프는 소련의 완전한 승인을 받아 불가리아에서 가장 강력한 두 직위를 결합해 총리가 되었다. 체르벤코프의 정책은 당시 소련의 정책과 매우 흡사하여 "작은 스탈린"이라는 별명을 얻었다. 체르벤코프의 통치기에는 당 노선에서 벗어난 모든 일탈을 향한 가혹한 탄압, 사회주의 리얼리즘 노선에 따른 문화 예술의 독단적 탄압, 고립주의 외교 정책이 실행되었다. 이 시기 체르벤코프는 소련의 스탈린과 유사한 개인숭배 대상이 되었고, 같은 시기 불가리아 집단화 운동도 시작되었다. 체르벤코프는 1951년 초까지 완전한 당 규율을 위한 캠페인을 벌여 많은 고위 관리를 포함하여 5명 가운데 1명을 제명했다. 1953년까지 당원 460,000명 가운데 100,000명이 당에서 제명되었다. 체르벤코프의 인격 숭배 모델은 스탈린의 모델과 유사했으며, 소피아의 의과 대학교를 포함해 소피아의 다양한 장소에서 체르벤코프의 이름을 딴 장소가 대거 생겨났다. 체르벤코프는 개인적으로 현 정세에서 개인숭배를 필연적인 것으로 받아들이고, 그 어떤 극단에도 강력히 반대하였다.
1953년까지 불가리아는 서방과 관계를 단절했고, 불가리아 인민 공화국 수출입의 90%는 대 소련 파트너십과 관련이 있었다. 체르벤코프 내각은 집단화 비율을 높이려고 협박과 공급 차별을 활용했다. 그 결과, 1950년부터 1953년까지 국유 경작지가 12%에서 61%로 증가했다. 그러나, 이러한 집단화 노력에도 1949-1953년 5개년 계획은 목표를 달성하지 못했으며, 그 기간 동안 불가리아는 농업 부문에선 -0.9% 성장을 기록했다. 반면, 같은 시기 산업 부문에선 20.7% 성장을 기록했으며, 경제성장률은 8.4%에 이르렀다.
스탈린이 죽기 전, 체르벤코프는 이미 스탈린주의 노선에서 멀어지기 시작했다. 디미터르 디모프의 소설 담배를 출판 허용한 일은 문화 활동에 향한 당의 통제가 약간 완화되었음을 보여주었다. 1953년 그리스, 유고슬라비아 사회주의 공화국과 관계를 재수립하였고, 일부 정치 사면 이루어졌으며, 기획자들은 소비재 생산 증가 및 상품 가격 인하를 논의했다. 1953년 이후 체르벤코프는 불안정한 위치에 놓였고, 자신을 향한 지지를 끌어내려고 몇 가지 조치를 취했다. 1954년에는 당 지도부를 포기하고 불가리아의 경제 및 정계를 향한 소련의 개입을 줄였으며, 집단화 속도를 줄이고 1955년까지 정치범 약 10,000명을 석방했다. 1956년 4월, 흐루쇼프의 탈스탈린화 이후 불가리아 공산당은 스탈린주의(암묵으로 체르벤코프의 권위주의)를 비난했다. 체르벤코프는 같은 해 직위에서 물러났다.

## 사생활
1926년, 체르벤코프는 게오르기 디미트로프의 막내 여동생 엘레나와 결혼했다. 이들 사이에는 이리나(1931년~2014년)와 블라디미르(1935년~1965년)라는 두 자식이 있었다.

## 영예 및 수상
- 레닌 훈장 4회